# Дисни Медия Дистрибюшън
Дисни Медия Дистрибюшън е дистрибуторска компания на Дисни.

## Сериали
- Американски дракон: Джейк Лонг
- Айнщайнчета
- Бранди и г-н Уискърс
- Бръмченето на Маги
- Дейв Варварина
- Джони и духовете
- Градски гризачи
- Иги Арбъкъл
- Ин Янг Йо
- Капитан Фламинго
- Ким Суперплюс
- Клубът на Мики Маус
- Лудориите на Зак и Коди
- Майстор Мани
- Новото училище на императора
- Пауър Рейнджърс
- Пука
- Смяна
- Смешно отделение
- Хана Монтана
- Девичил: Прераждането на богинята

## Филми
- Бандата на кравите
- Семейство Робинсън
- Кой натопи Заека Роджър
- Мечо Пух (филм)
- Тарзан 2